# P-Toluenosulfonian sodu
p-Toluenosulfonian sodu, tosylan sodu, CH
3C
6H
4SO
3Na – organiczny związek chemiczny, sól sodowa kwasu p-toluenosulfonowego. Produkt handlowy jest ciałem stałym koloru beżowego.

## Otrzymywanie
Można go otrzymać np. w reakcji kwasu p-toluenosulfonowego z chlorkiem sodu:
NaCl + CH
3C
6H
4SO
3H → CH
3C
6H
4SO
3Na + HCl↑